# Ribnik (Chorwacja)
Ribnik – wieś w Chorwacji, w żupanii karlowackiej, siedziba gminy Ribnik. W 2011 roku liczyła 113 mieszkańców.
Jest położony na wysokości 120 m n.p.m., 19 km na południowy zachód od Ozalja i 25 km na północny zachód od Karlovaca. Przebiega przez niego droga z Karlovaca do słoweńskiej Metliki. W pobliżu znajduje się XIII-wieczny zamek Ribnik.
Miejscowa gospodarka oparta jest na rolnictwie i przemyśle cukierniczym.